# Ynev országainak listája
A M.A.G.U.S. szerepjáték kitalált világában léteznek Ynev országai. Minden országról van némi információ: múltja, jelene, uralkodói és népei.

## Észak-Ynev
Észak-Yneven a Sheral vonulatától északra húzódó területek összességét érjük. Két nagyobb csoportosulás és számtalan kisebb-nagyobb állam uralja lakott vidékeit, de hatalmas feltérképezetlen, esetenként teljesen ismeretlen tájakat is magába foglal. Kultúrája, civilizációjának gyökerei majd' húszezer évre nyúlnak: Calowynről ekkor érkeztek partjaira a harcosokkal, telepesekkel zsúfolt hajók. Kyria, mely közel tizenhétezer évig létezett, csupán a pyarroni időszámítás kezdete előtt háromezer évvel hullott szét. Bukását követően négyezer évig káosz és anarchia uralkodott Északon. Civilizációk, államok születtek és hanyatlottak a feledés homályába, míg a pyarroni időszámítás szerinti első évezred végére kialakultak a ma is létező birodalmak csírái.

## Erion
A "Városok városa" nem hiába kapta ezt az elnevezést: amilyen áru és szolgáltatás itt nem kapható, az nem is létezik. Szórakozás, szerencsejátékok, kereskedők és még számtalan más e-világi és földön túli dologgal találkozhat az ide érkező halandó.
A Kyria bukását követő századokban a káosz hullámverésével egyedül Godora volt képes dacolni. Alapítói, az Örök Háborút túlélő kyr nemesurak egy darabig birodalmuk visszaállításának eszméjét dédelgették, utóbb megelégedtek Godora egységének fenntartásával, végül elbuktak maguk is. Godora területe egyre fogyatkozott az idők folyamán, lakóinak tiszta kyr vére keveredett az északról és délről beáramló menekültek, kalandorok vérével. Számtalan dicsőséges csatát nyertek – és legalább ugyanennyit veszítettek – míg egy, a Pyarron szerinti 1024-ben zajlott ütközet után a város uralkodóhercege határozott: parancsot adott Godora fővárosának, Erionnak fallal történő körbevételére. Az említett ütközetet megnyerték ugyan, ám a herceg rádöbbent, hogy Godora távolabbi, a folytonos háborúk miatt egyre néptelenedő területeit megvédelmezze. A birodalom népei szétszóródtak vagy Erionba költöztek: a város lassanként sosem látott méreteket öltött.
Napjainkban nem csak a legősibb – több mint hatezer éves – még álló város, de a világ leghatalmasabb települése is egyben: lakóinak száma meghaladja a tizenkétmilliót, ám alkalmanként tizenötmillió ember és egyéb lény nyüzsög falai között. Területe éppily óriási: elővárosaival együtt közel ezerhétszáz négyzetmérföld, fala pedig százhetvenkét mérföld hosszan kígyózik Godora lankáin át.

### Erion urai
A városban a herceg uralkodik, aki változatlanul a Godorai Birodalom fejének, Kyria helytartójának vallja magát. Az eltelt hat évezred alatt számtalan dinasztia váltotta egymást; a mostani - a da Viniel család - nyolc évszázada ad uralkodókat Erionnak. A nemesség hasonlóképp ősi: a legfiatalabb família is jó három évezredre tudja visszavezetni családfáját.

### Erion negyedei
Hatalmas területe nyolc kisebb részre van felosztva:
1. Palotanegyed
2. Szórakozónegyed
3. Fogadónegyed
4. Kereskedőnegyed
5. Szegénynegyed
6. Temetőnegyed
7. Utazónegyed
8. Örömnegyed

## Északi szövetség
A Dawa birodalom bukása után kisebb államok alakultak. Elsőként Erigow hercegségét alapították meg az emberi faj bajnokai, majd egy harcos dinasztia érkezett Nyugatról a Traidlan-medencébe, és megalapította saját királyságát. Néhány emberöltő után a dinasztia három ágra szakadt, s a királyságot három, közel egyenlő részre osztották fel. Az így született hercegségek – Eren, Haonwell és Gianag – azóta is szoros szövetségben állnak egymással. Tiadlan királyság lakói rettenthetetlen vándornép, akiknek hosszú háborúk során sikerült megszilárdítani határait Kelet felől, az ott portyázó ork törzsekkel szemben. Északnyugati szomszédjuk Ilanor, a Peratlon-félszigetet uraló lovasnép otthona. Észak első szövetségeinek egyike közöttük köttetett, és a jó viszony azóta is töretlen.
Egy hatodkori kisisten, Ranil hívei kovácsolták össze a Dwyll Uniót. A Quiron-tenger partvidékéig húzódó dombvidéken várakat emeltek, ezek őrizetét istenük fegyverforgató rendjeire, a híres Naplovagokra bízták, akik azóta is állják a sarat a délről támadó toroniakkal, és a nyugatról be-betörő nomádokkal szemben.
Tarin törpéi érkeztek utolsóként, a hagyomány szerint Beriquelről, ahonnét valamely gonosz hatalom űzte el őket. Az északi hercegségekkel kötött megállapodás értelmében birtokba vették a Traidlan-hegységet, ahol földmélyi ország építésébe kezdtek. Megerősödtek és sokasodtak, de az embernépek nagylelkűségét nem feledték: az északi államokhoz a szövetségen túl erős baráti szálak fűzik őket.
A Hetedkor első századai határvillongásokat, helyi háborúzásokat hoztak, ám a közös ellenség, a Ryeki démoncsászárság területén létrejött Toron birodalom sötét árnya csakhamar feledtette az érdekkülönbségeket. Észak „ifjú civilizációi” a Pyarron szerinti 1249-ben létrehozták szövetségüket, mely kezdetben a Tarin törpéinek birodalmát, Erent, Gianagot, Haonwellt, Erigow-t, Ilanort és Tiadlant tömörítette, P.sz. 1457-ben csatlakozott a szövetséghez Doran, majd 1678-ban a Dwyll Unió.

### Doran
Az Arowin-hegy híres városállamát a Pyarron előtti 1214-ben alapította három mágus: Vinidius Artemora, Quirin Dan Jeir és Elorio Calendil. Céljuk a világszerte egyedülálló varázslóközpont létrehozása volt. Mindhárman a mágia egy-egy alapformáját vitték tökélyre, eleinte e három formát - a sík- és térmágiát, az időmágiát, és a megidézés tanait - oktatták az akkor még kicsiny településen. A tanítványok számának rohamos emelkedésével Doran előbb városkává, majd nagyvárossá növekedett. A Pyarron előtti 462-ben a dorani Varázslótanács úgy döntött, hogy a várost kétfelé osztja. Létrehozták és elkülönítették a Belsővárost, mely a mágus iskolák központjait, a tanítók és tanítványok lakhelyét foglalta magába. A Külsővárosba szorult a polgárság, s itt emelt fellegvárat a Vigyázók Rendje is - e rend a dorani Varázslótanács fanatikus harcos-lovagokat tömörítő csoportja, feladata a mágusok politikájának támogatása "világi" eszközökkel.
A Pyarron szerinti 348-ban felépítették a Szarvtornyot, ezzel hivatalosan is befogadták a nekromanciát - a negyedik mágikus alapformát - Doran falai közé. P.sz. 1457-ben csatlakozott az Északi szövetséghez, ily módon hangsúlyozta szembenállását Toronnal és a kyr hagyományok felélesztésével.
Doran államszervezete a magiokrácia, a hatalmat a Varázslótanács gyakorolja. A hivatalos nyelv a kyr eredetű erv, de széles körben beszélik a pyarroni eredetű Közös nyelvet is. A városállam iskoláiban varázslói (mozaik) mágiát lehet tanulni, egyéb szakirányú képzés nem folyik. A közbiztonság kitűnő. Hivatalos vallás nincs, mert a mágusok nem ismernek el semmilyen felsőbb hatalmat a magukén kívül, de a sok telepes révén találhatók Ranil templomok, törpe istenségek és elf kalahorák szentélyei is.

### Dwyll Unió
A pyarroni időszámítás negyedik századában, a Ziron-hegységen átkelve érkeztek mai hazájuk földjére a dwoonok. Jókora, termékeny darabot hasítottak ki maguknak a tengermelléki televényből, melyhez a maguk buzgó módján a mai napig ragaszkodnak, noha vérrel és fájdalommal kell fizetniük minden egyes rögéért. Konok erkölcsiségük eszményi fegyvertárssá teszi őket a Toron és szövetségesei elleni küzdelemben.
Az országot irányító Ranil-rendnek az összes tartományban vannak rendházai. Vezetője Ral da Ranga, Észak bajnoka, a Hetedik Vörös Hadúr. A rend székhelye Davalonban van, tagjait megkülönböztetett tisztelet övezi. Az Unió hivatalos nyelve a dwoon; az ervet és az ilanorit számosan, a Közöst csupán az iskolázottabbak beszélik. Az ország lakosai többségben dwoonok, de elszórtan találni egy-egy erv, törpe, illetve elf kolóniát.
A dwoon iskolák többségében Ranil paplovagjai tanulják hivatásukat, ám minden nagyobb településen megtalálhatók a harcos kaszt oktatói is. A közbiztonság átlagos; a városokban kimondottan jó, de az utakon és a kisebb településeken könnyen bajba juthat az óvatlan utazó.

### Eren
Eren, ez az Észak történelmében oly jelentős kis állam, Haonwellhez és Gianaghoz hasonlóan, egy harcos erv dinasztiának köszönheti létét. A Pyarron szerinti (P.sz.) VIII. században három részre osztott ország hercegségeit Északi hármakként emlegették a kontinens történelmének ismerői. Nem telt bele sok idő, és tagjai lettek a toroni fenyegetés ellen alakult Szövetségnek, s az idők során mind nagyobb befolyással bírtak a katonai döntések meghozatalakor. Gianag és Haonwell sem számít elpuhult hercegségnek, ha fegyverforgatásról van szó, ám a három állam közül Eren őrizte meg a legtisztábban harcos hagyományait; itt becsülik a legtöbbre azokat, akik a csatatereken hívták fel magukra a figyelmet.
A hercegséget északról két testvére, Gianag és Haonwell határolja, míg északnyugatról Tarin tárnabirodalma húzódik. Keletről Erigow síkságaival határos, s itt terülnek el Észak tán legkiváltságosabb városállamának, Dorannak is szűken mért területei.
Az Erent lakó ervek nem csak harcias emberek, sok más jeles tulajdonsággal rendelkeznek. Elsősorban a vendégszeretetük az, ami ezt a népet jellemzi. Ritka, hogy egy utazó éjszakára ne kapjon szállást és ételt bármelyik kis falucskában. A városi fogadók, ha lehet, még inkább igyekeznek oltalmukba venni a fáradt utazót. Itt viszont senki ne számoljon a tulajdonos arany szívével, sokkal inkább a vendégfogadó kényelmével és tisztaságával.
Az ország élén az örök ifjúvá tett Eligor, a Vörös Hadurak egyike áll, akit malachittal futtatott páncélzata miatt Kék Hercegként emlegetnek. Eren hivatalos nyelve az erv, de a kereskedelem miatt gyakori a közös nyelv használata is. A lakosság zömmel erv; ez az embertípus magas növésű, erőteljes felépítésű, sötét hajú, bőr és szemszínük világos, vonásaik élesek.
Eren lakóit ősi gyűlölség fűti az elfek ellen, ez összekülönbözésekhez vezet Sirenar és az Északi Szövetség között.
A hercegség kiváló harcos- és embervadász iskolákkal rendelkezik, de szinte bármilyen kaszt képviselőit és oktatóit megtalálhatjuk. Ez alól kivétel talán csak a tolvajklánok és boszorkánymester rendek jelentenek.

### Erigow
Észak-Ynev leggazdagabb hercegsége. Lovagrendjei világszerte híresek, elsősorban az erigowi Krad, illetve a hercegi Vörös Lovagrend. Erigow a hajdanvolt Kyria fővárosa, Enravell helyén épült, s a kyr kultúra, művészet és tudomány letéteményesének vallja magát. Alapító tagjai az Északi Szövetségnek, a hercegi Vörös Lovagrend nagymestere egyben Vörös Hadúr is. A főváros elitista elvek szerint épült, s eszerint is kormányozzák. A Belsővárost fal övezi, a kapupénz egységesen 50 arany, melynek a leszurkolását csak a legtehetősebbek engedhetik meg maguknak. E teher alól csupán a bárdok mentesülnek – ők szabadon járhatnak-kelhetnek Erigow falai között. Fogadóból mindössze kettő akad, hisz a jövevények zöme a paloták valamelyikének szívesen látott vendége.
Egyetemei egész Yneven elismertek, még a messzi Délről is érkeznek tanulni vágyók a falai közé. Erigow vitathatatlanul Észak kulturális központja, a bárdok igazi paradicsoma. Nincs min csodálkozni azon, hogy a Pyarron szerinti 1713-ban Enika Gwon – minden idők leghíresebb bárdja – épp Erigowot választotta lakhelyéül, és az akkori herceg segítségével felépítette a Legendák Tornyát. Itt alkotta meg élete fő művét, a Legendák és enigmák című gigászi kötetet, melybe a szóbeszéd szerint Ynev minden valaha volt legendáját és dalát bejegyezte. A bárdok épp ezért kötelességüknek érzik, hogy életükben legalább egyszer elzarándokoljanak Erigowba, s némi időt töltsenek a könyvvel, melynek egyetlen hiteles példánya itt található.
A hercegség hivatalos nyelve az erv, de általánosan használják a Közöst is. A lakosság zöme erv, a tekintélyes számú kyr származék miatt azonban nem ritka a tejfehér hajú, smaragdzöld vagy türkizkék szemű erigowi sem.
Erigow talán a legdrágább északi állam, ez különösképp a fővárosára igaz. Kétségtelen ugyanekkor, hogy a fáradt utazó sehol sem részesülhet ilyen színvonalú kiszolgálásban a pénzéért.
A hercegség területén Észak legrangosabb harcos- és lovagi iskolái találhatók, de sem bárdnak, sem papnak, sem varázslónak nincs szüksége különb ajánlólevélnél e mondatnál: „Erigowban nevelkedtem.”

### Gianag
A Dawa birodalom bukása után, a Hatodkor hosszúra nyúlt zűrzavarát követően új népek kaptak lehetőséget az égiektől, hogy létjogosultságukat bizonyítsák, vagy mindörökre eltűnjenek a hírüket őrző tekercsekkel együtt. A darabjaira hullott birodalom területén egymással marakodó hercegségek, királyságok alakultak, melyek folytonos harcban álltak egymással, valamint külső és belső ellenségekkel. Egy nyugatról érkezett harcos dinasztia, az erv (ősi forrásokban irlav) törzsek egy megerősödött ága vette birtokába a Tiadlan-medencét, s miután a környező népekkel elfogadtatták jelenlétüket, az erigowi hercegség szomszédságában, a Tiadlan-hegység lábánál saját királyságot alapítottak. Királyaik az északi vidéken elismertek voltak, és gyümölcsöző kapcsolatokat alakítottak ki szomszédaikkal. A három hercegség, Eren, Haonwell és Gianag, melyek az Északi Hármak néven ismert ezentúl a világ, azóta is szoros szövetségben áll egymással. A Pyarron szerinti 1200-as években a hercegség hasonló nevű fővárosában fogadták a nemrég partot ért beriqueli törpék prémbundás követeit. Az akkori vezetők nem követtek el súlyos diplomáciai hibákat, hozzájárultak, hogy a törpék letelepedjenek a Tiadlan-hegységben.
A festői hercegség jókora területétborítják hegyi erdőségek. Nagy tapasztalattal bírnak a fafaragóik. A legügyesebb fafaragók Gianag-szerte híresek, munkáikat az ország minden részében megbecsülés övezi.
A gianagiak fegyverei között is fellelhetjük a törpenéppel való együttélés nyomait. Igaz ugyan, hogy a hadászat terén leginkább az alabárdosok öregbítik, de kedvelt fegyverek az egy- és kétkezes csatabárdok és csákányok s némely nemesi seregben törpe eljárással készült pajzsok is felbukkannak.
Gianag felett együttesen gyakorolja a hatalmat a herceg és a nemesi gyűlés. Az ország hivatalos nyelve az erv, de értik és beszélik a Közöst, nemkülönben a törpék beriqueli eredetű hiljét.

## Dél-Ynev
Dél-Ynev történelme nem végeláthatatlan, mint Északé. Azokban az időkben, amikor odafent Kyria tündökölt és hódított, a Délvidék erdőségeit még elfek járták, a Kráni-medence alatt rejtőző barlangvárosokban pedig aquirok tanyáztak. Tudtak egymásról, mégis viszonylagos békességben éltek. A Pyarron felemelkedése előtti XIII. évezredben aztán a kráni aquirok paktumot kötöttek minden idők legelvetemültebb istenével, a Kosfejű Ranagollal. Az alku értelmében a Kosfejű birodalmat alapított az Elsődleges Anyagi Síkon, és az aquirok segítésére tizenhárom félisteni fattyát küldte Kránba.
Északon ekkor élte fénykorát Kyria - ezzel a Tizenhármak és aquir szövetségeseik sem kívántak ujjat húzni. Csendben várakoztak hát a Sötét Hegység ormai mögött, lassan, ráérősen szőve terveiket minden más nép elveszejtésére...

## Pyarroni államközösség

#### Sempyer
- Kronhold